# Kelč
Kelč – miasto w Czechach, w kraju zlinskim. Według danych z 31 grudnia 2003 powierzchnia miasta wynosiła 2 783 ha, a liczba jego mieszkańców 2 623 osób.

## Demografia
| Rok             | 1970  | 1980  | 1991  | 2001  | 2003  |
| --------------- | ----- | ----- | ----- | ----- | ----- |
| Liczba ludności | 2 625 | 2 479 | 2 599 | 2 581 | 2 623 |

Źródło: Czeski Urząd Statystyczny